# Осаму Маеда
Осаму Маеда (на японски: 前田 治) е японски футболист.

## Национален отбор
Записал е и 14 мача за националния отбор на Япония.
| Япония | Япония | Япония |
| Година | Мачове | Голове |
| ------ | ------ | ------ |
| 1988   | 5      | 1      |
| 1989   | 9      | 5      |
| Общо   | 14     | 6      |